# Classic ERA
Classic ERA war ein britischer Hersteller von Automobilen.

## Unternehmensgeschichte
John Gregson gründete 1991 das Unternehmen in der Grafschaft Hampshire. Er begann mit der Produktion von Automobilen und Kits. Der Markenname lautete Classic English Racing Automobiles. 1999 kam die Fertigung von Modellen dazu, die bisher Proteus Cars herstellte. 2000 wurde der eigene Markenname aufgegeben. 2005 endete die Produktion. Insgesamt entstanden über 45 Exemplare.

## Fahrzeuge
Im Angebot standen Nachbildungen der Jaguar-Modelle C-Type und D-Type. Viele Teile kamen von Jaguar. Die offene Karosserie bestand aus Aluminium. Zwischen 1991 und 2000 entstanden etwa 45 Fahrzeuge.
Zwischen 1999 und 2005 fertigte das Unternehmen die Modelle C-Type, D-Type und 300 SLR, die unter der Marke Proteus vertrieben wurden.